# Pararge magnocellata
Pararge magnocellata är en fjärilsart som beskrevs av Ruggero Verity 1953. Pararge magnocellata ingår i släktet Pararge och familjen praktfjärilar. Inga underarter finns listade i Catalogue of Life.